# Marian Wojcieszek
Marian Bolesław Wojcieszek (ur. 19 sierpnia 1901 w Przytocznie, zm. 23 grudnia 1974 w Gdańsku) – polski komandor, szef Sztabu Głównego Marynarki Wojennej RP 1949-1951, więzień polityczny okresu stalinizmu

## Życiorys
Ukończył Wydział Mechaniczny Szkoły Morskiej w Tczewie (w 1924) i Oficerskiej Szkoły Marynarki Wojennej w Toruniu (w 1928). W latach 1928–1929 służył w Kadrze Marynarki Wojennej w Świeciu. Od lutego 1929 do stycznia 1930 dowodził monitorem rzecznym ORP "Warszawa" we Flotylli Pińskiej. Następnie był zastępcą dowódcy ORP "Krakowiak" i oficerem flagowym Dywizjonu Minowców. W 1931 ukończył kurs artylerii przeciwlotniczej. W następnych latach dowodził baterią w 1 Morskim Dywizjonie Artylerii Przeciwlotniczej, kierował referatem w Kierownictwie Marynarki Wojennej i był I oficerem artylerii na ORP "Burza". 19 marca 1936 został mianowany kapitanem marynarki ze starszeństwem z 1 stycznia 1936 i 15. lokatą w korpusie oficerów morskich. Od 1 czerwca 1937 do 2 maja 1938 dowodził szkolnym torpedowcem ORP "Mazur". 13 czerwca 1938 został dowódcą 2 Morskiego Dywizjonu Artylerii Przeciwlotniczej w Helu. Na jego czele brał udział w obronie Helu w 1939, po czym trafił do niemieckiej niewoli. Przebywał m.in. w Oflagu II C Woldenberg.
Od 19 lipca 1945 ponownie służył w Marynarce Wojennej w stopniu komandora podporucznika jako dowódca batalionu w Pułku Morskim. Od 17 grudnia 1945 do 20 czerwca 1946 był zastępcą dowódcy Głównego Portu MW do spraw zaopatrzenia. Następnie służył w Sztabie Głównym MW. Od 20 lutego 1947 do 28 lutego 1949 pełnił funkcję dowódcy Szczecińskiego Obszaru Nadmorskiego w Świnoujściu, po czym do 12 grudnia 1951 był szefem Sztabu Głównego Marynarki Wojennej. 12 grudnia 1951 został aresztowany przez funkcjonariuszy Informacji Wojskowej i po sfingowanym procesie skazany 21 lipca 1952 na karę śmierci. W trakcie procesu odwołał wcześniejsze zeznania jako wymuszone torturami. Na mocy prawa łaski prezydent PRL Bolesław Bierut 19 listopada 1952 zamienił mu karę na dożywocie. W 1956 wyszedł na wolność i został całkowicie zrehabilitowany. Po wyjściu z więzienia odrzucił ofertę powrotu do Marynarki Wojennej. Pracował w Polskim Rejestrze Statków, m.in. jako główny rzeczoznawca do spraw środków sygnałowych i ratunkowych. Został pochowany na Cmentarzu Witomińskim w Gdyni (kwatera 55-23-6_2). Po ekshumacji jego szczątki zostały przeniesione i ponownie pochowane z honorami wojskowymi w Kwaterze Pamięci na Cmentarzu Marynarki Wojennej 29 czerwca 2018.

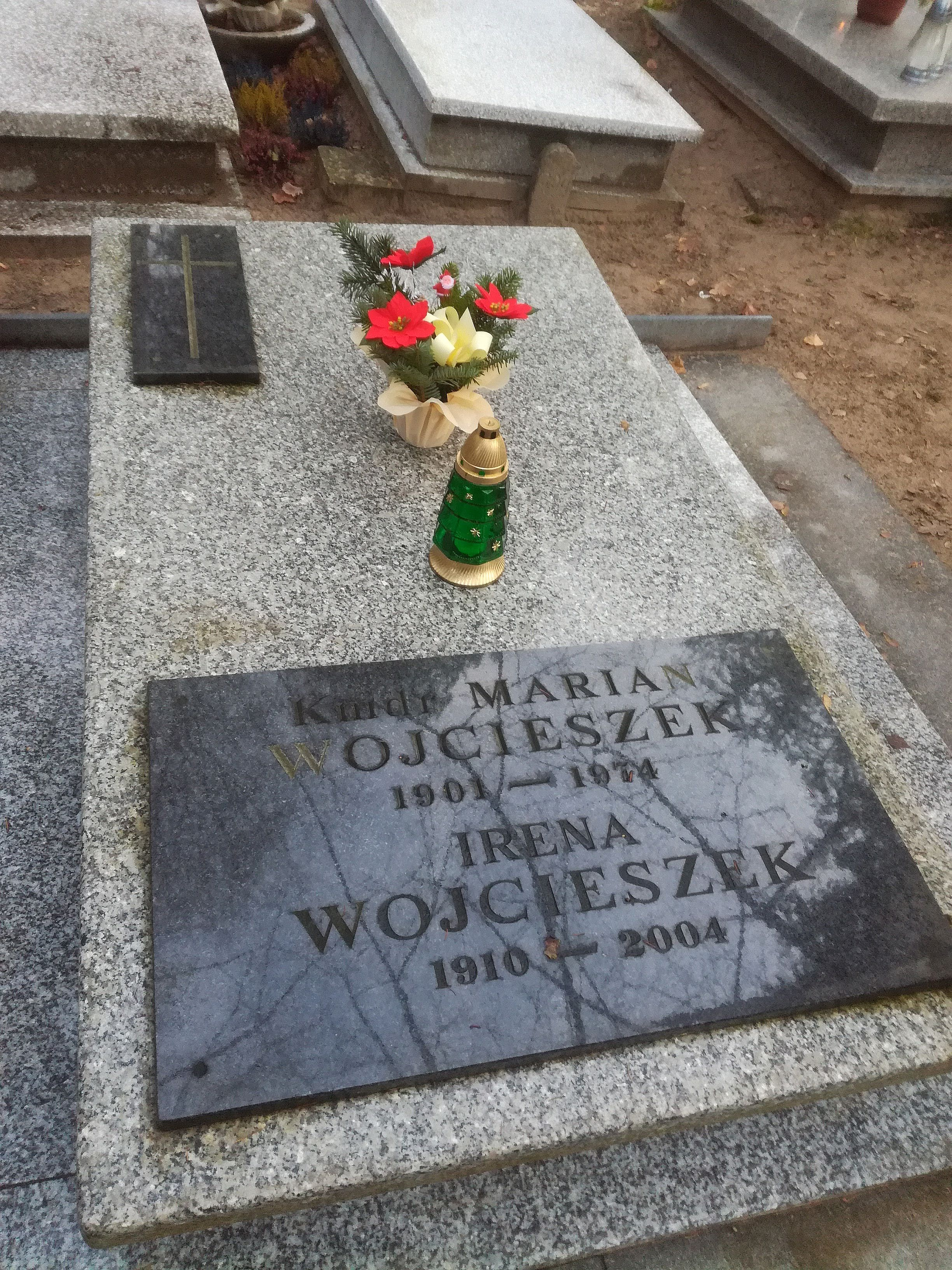
Stary grób kmdra Mariana Wojcieszka na Cmentarzu Witomińskim

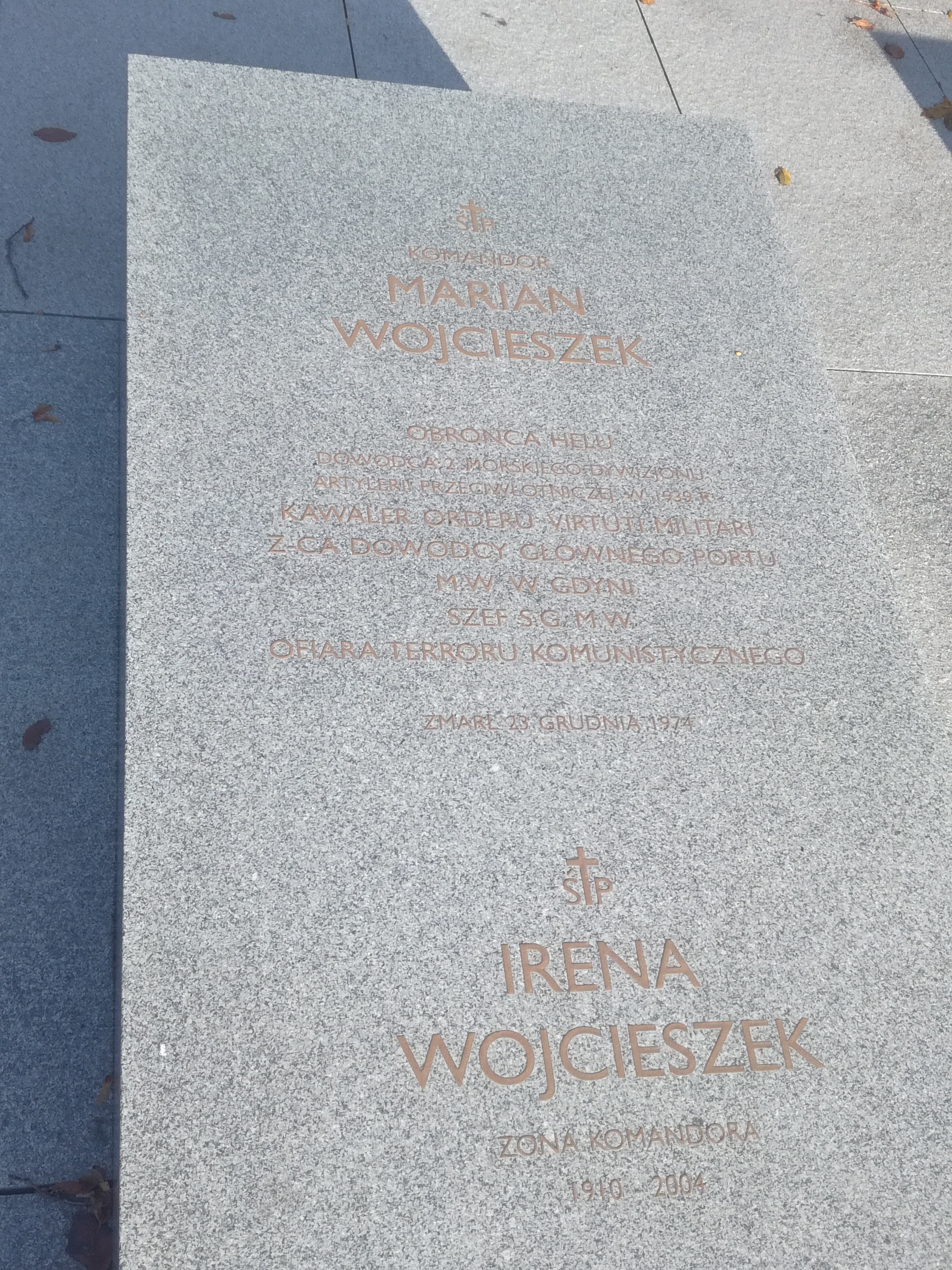
Nowy grób kmdra Mariana Wojcieszka na Cmentarzu Marynarki Wojennej w Gdyni-Oksywiu